# Bettwiller
Bettwiller (deutsch Bettweiler) ist eine französische Gemeinde mit 305 Einwohnern (Stand 1. Januar 2021) im Département Bas-Rhin in der Region Grand Est (bis 2015 Elsass). Sie gehört zum Arrondissement Saverne und zum Kanton Ingwiller.

## Geografie
Die Gemeinde Bettwiller liegt im Krummen Elsass, zehn Kilometer südöstlich von Sarre-Union.
Nachbargemeinden und nächstgelegenen Orte von Bettwiller sind Rexingen im Norden, Durstel im Osten, Drulingen im Süden, Weyer und Gungwiller im Südwesten sowie Berg im Westen.

## Geschichte
Von 1871 bis zum Ende des Ersten Weltkrieges gehörte Bettweiler als Teil des Reichslandes Elsaß-Lothringen zum Deutschen Reich und war dem Kreis Zabern im Bezirk Unterelsaß zugeordnet.

### Bevölkerungsentwicklung
| Jahr      | 1910 | 1962 | 1968 | 1975 | 1982 | 1990 | 1999 | 2007 | 2017 |
| Einwohner | 334  | 265  | 283  | 302  | 332  | 347  | 332  | 338  | 308  |